# Agrilus hittita
Agrilus hittita é uma espécie de inseto do género Agrilus, família Buprestidae, ordem Coleoptera.
Foi descrita cientificamente por Magnani, 1996.